# Arisaig (Scozia)
Arisaig (in gaelico scozzese: Àrasaig) è un villaggio della costa nord-occidentale della Scozia, facente parte dell'area amministrativa dell'Highland.

## Etimologia
Il toponimo Arisaig/Àrasaig significa letteralmente "luogo sicuro".

## Geografia fisica

### Collocazione
Arisaig si trova poco a sud di Mallaig e Morar, di fronte all'arcipelago delle Ebridi Interne.

## Storia
Il villaggio fu abitato da alcuni monaci a partire dal XII secolo.
Nel corso del XVIII secolo, gli abitanti di Arisaig si trasferirono in Nuova Scozia (Canada), dove fondarono la località omonima.

## Architettura
Il villaggio si caratterizza per i suoi edifici di color bianco del XIX secolo.

### Edifici e luoghi d'interesse

#### Chiesa di Santa Maria
Tra i principali edifici di Arisaig, vi è la Chiesa di Santa Maria, un edificio in stile gotico completato nel 1849.

## Feste & eventi
- Highland Games[3]